# Bogno (Besozzo)
Bogno è una frazione geografica del comune italiano di Besozzo posta a ovest del centro abitato, con un territorio digradante fino a giungere alle rive del Verbano.

## Origine del nome
Su molti documenti il paese di Bogno veniva indicato con nomi diversi, come Bunio, Loci Bonii, Bugno, locum Bonium e Bogno. Stabilire il vero significato del nome è dunque difficile ma, vista la conformazione del territorio, il più probabile sembra derivare da bugno, tipico di un muro bugnato, in dialetto varesotto "bugnun" (foruncolo), cioè di qualcosa che si eleva.

## Storia

### Antichità
Le prime tracce della presenza dell'uomo ritrovate sul territorio risalgono alla preistoria, confermate dal ritrovamento nel gennaio del 2001 di una punta di freccia in selce e nel 2010 di tracce di un insediamento in località Brocchino.
Nel 1885 nei pressi del lavatoio pubblico di via Monteggia, in un piccolo loculo di mattoni, fu trovata una grossa caldaia in bronzo con manico in ferro contenente circa 30 kg di monete romane (coniate presumibilmente tra il 253 ed il 268 d.C.), tre zappe di ferro e una bottiglia in bronzo, segno che probabilmente anche in epoca romana la zona era abitata. Tutti i reperti sono esposti presso il Civico Museo di Varese.

### Medioevo
Il più antico documento nel quale si fa cenno di Bogno risale all'agosto dell'anno mille. Tale documento, che si trova trascritto nel Codex Diplomaticus Longobardiae, tratta la vendita, fatta da un certo conte Guibertus figlio di Dodone a favore del presbitero Berno, per 150 monete d’argento di "casis ed castro con sedimines, servi set ancillas" localizzate in Bogno. Tale "castro"  (ormai non più presente) era uno dei più piccoli dei castelli lombardi con una superficie di circa 1031 m², cinto da mura e contornato da "terra vacua iusta castro", cioè terreno vuoto, come era consuetudine costruttiva nel medioevo . Probabilmente subì la stessa sorte del castello di Brebbia che fu distrutto dai Torriani nella guerra per il dominio di Milano tra le famiglie Della Torre e  Visconti intorno al 1263.
Nel 1920 furono ritrovate in via Monteggia due tombe durante la costruzione di una villa, nelle quali si rinvennero due spade in ferro, una punta di lancia ed un umbone di scudo in ferro con borchie, oggi custodite al Civico Museo di Varese.
Sul “Liber notitiae Sanctorum Mediolani" scritto da Goffredo da Bussero, cappellano di Rovello, vengono elencati tutti gli altari e le chiese della Diocesi di Milano tra cui la presenza a Bogno degli altari di S.Vito e S.Romano nella chiesa di S.Maria di cui non si ha più traccia.

### Età moderna
Registrato agli atti del 1751 come un borgo di 284 abitanti, il comune di Bogno risulta infeudato al conte Giulio Visconti. Non risiedendovi giudici i giudizi si tenevano presso il podestà di Gavirate. Il comune non aveva consiglio generale né particolare. Gli ufficiali erano il cancelliere, il console e i sindaci, che cambiavano ogni anno. Quando si dovevano prendere decisioni rilevanti per la comunità, il console dava avviso ai capifamiglia e li convocava nella pubblica piazza, in un giorno feriale. Il cancelliere risiedeva in Besozzo, a un quarto di miglio di distanza da Bogno. Nel 1786 Bogno entrò per un quinquennio a far parte dell'effimera Provincia di Varese, per poi cambiare continuamente i riferimenti amministrativi nel 1791, nel 1798 e nel 1799.

### Età contemporanea
Alla proclamazione del Regno d'Italia nel 1805 risultava avere 347 abitanti. Nel 1809 si registrò la prima esperienza di unione con Besozzo su risultanza di un regio decreto di Napoleone, ma il Comune di Bogno fu poi ripristinato con il ritorno degli austriaci. In seguito all'unione temporanea delle provincie lombarde al Regno di Sardegna, in base al compartimento territoriale stabilito con la legge 23 ottobre 1859, il comune di Bogno con 473 abitanti, retto da un consiglio di 15 membri e da una giunta di 2 membri, fu incluso nel Mandamento VII di Gavirate, Circondario II di Varese, provincia di Como. Dopo una leggera crescita demografica nella seconda metà del XIX secolo, la situazione si stabilizzò fino agli 852 residenti del 1921. Fu quindi il fascismo a riproporre nel 1927 l'antico modello napoleonico, stabilendo l'aggregazione al comune di Besozzo e inserendolo nella nuova provincia di Varese. Il 31 dicembre 1944 in Bogno vi erano 780 abitanti più 220 sfollati di guerra.

## Geografia

### Idrografia
Il territorio di Bogno è bagnato ad ovest, in località Bozza, dal lago Maggiore. Qui, dopo aver attraversato parte del territorio con il suo corso, il fiume Bardello si immette nel lago.

## Monumenti e luoghi di interesse

### Parco comunale del Torrino
Il Torrino fu costruito nella seconda metà del 1800 dall'ingegnere Giuseppe Quaglia; è costituito da due locali sovrapposti, uno adibito a studio privato, mentre quello superiore a camera da letto; sulla terrazza da dove si poteva godere di una grandiosa vista, ora vi è un tavolino in pietra, ma un tempo durante le notti estive vi si allestiva un letto coperto da una tenda (sull'inferriata di protezione si notano ancora i sistemi di fissaggio dei pali che sorreggevano il tendaggio). Nel libro “Frammenti di storia Besozzese” si afferma che la torre fu eretta sul basamento di una costruzione circolare più antica, forse di origine longobarda.

### Chiesa di san Vito
Un elenco dei luoghi sacri della diocesi di Milano ('Liber Notitiae', cit.), degli esordi del XIV sec., permette di ricostruire un quadro abbastanza esaustivo dell’articolazione spirituale di Bogno: "memoria […] sancti romani episcopi […] loco bonio. altare sancti viti cum sancto romano"; "bonio altare sancti viti in ecclesia sancte marie". La chiesa, dunque, era allora già articolata attorno a un rito principale (a Maria) e al non secondario culto di san Vito, destinato a prevalere come identitario nel percorso di autonomia parrocchiale intrapreso nei secoli seguenti. Attorno al 1398, infatti, la “capella” era intitolata a “S. Vitti” ed era già dotata di redditi. La parrocchia, creata solo tra il 1581 e il 1596, fu prima posta sotto la protezione dei Santi Vito e Modesto, quindi, del solo San Vito martire.
La chiesa parrocchiale di S. Vito  è attestata sin dal 1146, quand’era compresa nella circoscrizione plebana di Brebbia ai cui vescovi era stato infeudato il locale castello, conserva ancora nella torre campanaria (XII sec.) le tracce più significative delle prime fasi edilizie. Proprio la torre reca evidenti i segni dei successivi, profondi mutamenti: il settore basamentale, infatti, rivestito di cornici classicheggianti, fu ottenuto ribassando di ben cinque metri il piano originario d’imposta. L’ingente operazione si era resa necessaria nel corso della prima metà del XIX sec. per ottenere una maggiore altezza interna della chiesa che, nell’occasione, fu profondamente riformata con nuova abside semicircolare, una nuova campata e una nuova facciata. Il prospetto odierno, infatti, è di chiara impronta tardo neoclassica: corpo centrale preminente coronato di frontone, ali laterali minori raccordate con falda singola al settore centrale e fasce bugnate ricorrenti nel basamento e nei cantonali. L’interno è frutto di diverse fasi costruttive: l’aula unica coperta di volte ‘unghiate’ dovrebbe corrispondere all’antico invaso già riformato (con l’innesto di volte) tra il XVII e il XVIII sec. Durante i lavori ottocenteschi, oltre all’abside, vi furono aggiunte le cappelle laterali, tre per parte, a pianta rettangolare e con volta a botte. La riforma produsse la necessità di introdurre nuovi elementi decorativi di partizione (lesene con capitelli ionici) distribuiti a rimarcare la scansione delle campate e i settori del catino terminale. Quindi, nel XX sec., forse in occasione della possa della mensa all’altare maggiore e della riforma dell’altare del Rosario (quest’ultimo su progetto dell’architetto Ugo Zanchetta; 1940-1941), le cappelle laterali furono collegate le une alle altre, creando gallerie laterali percorribili parallele alla navata maggiore.

### Monumento ai caduti
Il monumento ai caduti della prima guerra mondiale è situato in piazza XX settembre, antistante all'asilo Quaglia e alla sinistra dell'edificio in cui era presente il comune di Bogno. 

### Chiesa della Natività di Maria
La chiesa, a lungo di proprietà privata, è poco documentata. Soltanto recentemente, Sara Cestarollo e Anna Paola Fedeli hanno potuto stabilire un termine ante quem grazie al riscontro sul catasto dei metà Ottocento, quando l'oratorio era intestato alla famiglia Agazzi. Qualche indizio su un possibile impianto settecentesco proviene dall'elaborato frontone sommitale a profilo mistilineo e da qualche altro dettaglio dell'attuale fabbrica: il finestrone centrale al prospetto; i capitelli delle lesene interne. Il tutto, tuttavia, potrebbe essere anche il frutto di un raffinato gioco imitativo del XIX sec. Desta maggiore curiosità, invece, l’altare alloggiato nel catino absidale, opera di salda impostazione architettonica che potrebbe risalire, addirittura, degli esordi del XVII sec.
La chiesa della Natività di Maria è relativamente recente. A lungo proprietà privata, passò alla parrocchia di Bogno (frazione di Besozzo) nel 1929. Il luogo di culto, tuttavia, era destinato a riassumere nella protezione a Maria una più antica tradizione devozionale della località la cui chiesa matrice, poi dedicata a S. Vito, era nelle più prime attestazioni intitolata al culto della Madonna. L'edificio attuale si innalza sul fondo di una raccolta piazzetta, nell'ambito del complesso del palazzo Agazzi presso cui fu costruita come cappella privata. La facciata è nei modi settecenteschi e presenta raffinati richiami. L'unico settore rettangolare, infatti, è suddiviso in due campi da una cornice marcapiano ed è percorso in verticale da quattro lesene. Al centro del campo superiore si apre una finestra a profilo mistilineo, inclusa entro un motivo a 'serliana' di aulica derivazione. L'elaborato movimento del finestrone trova un richiamo nel frontone mistilineo di coronamento. L’interno si sviluppa su un'unica campata e su una vasta abside a terminazione semicircolare. L’occhio corre all’altare a parete, con ancona sorretta da due lesene scanalate, capitelli corinzi, massiccio architrave e ali laterali di coronamento in curva: un solido impianto architettonico che, se non frutto di un intervento imitativo, va ascritto ancora al XVII sec.

## Cultura

### Scuole
- Scuola dell'infanzia Angelo e Attilio Quaglia
- Scuola primaria Margherita Quaglia
- Scuola dell'infanzia e primaria Casa Sacro Cuore

## Sport

### Calcio
In ambito calcistico Bogno è rappresentato dalla Polisportiva Oratorio Bogno che comprende attualmente le squadre Under 10, Under 14, Top Junior e Over 18.

La squadra Under 14 milita nel campionato CSI Varese.

## Società
Questo grafico non è disponibile a causa di un problema tecnico.
Si prega di non rimuoverlo.